# Joseph von Doblhoff-Dier
Joseph (Peter Ferdinand Alois) Freiherr von Doblhoff-Dier (* 3. Jänner 1806 in Venedig; † 30. März 1856 in Wien) war ein Abgeordneter der Frankfurter Nationalversammlung.

## Herkunft
Seine Eltern waren der Hofrat Joseph von Doblhoff-Dier (1770–1831) und dessen Ehefrau Josepha von Buschmann (1773–1846), eine Tochter des kölnerschen Hofrat Freiherr Joseph von Buschmann (1742–1803). Der Minister Anton von Doblhoff-Dier war sein Bruder.

## Leben
Doblhoff studierte von 1821 bis 1828 Rechtswissenschaften und Philosophie in Wien. Danach trat er in den Staatsdienst ein. Er war zwischen 1828 und 1849 Hofkonzipist und war zuletzt Kaiserlich-königlicher Statthalterei-Sekretär. Außerdem war er von 1828 bis 1856 Gutsbesitzer in Baden bei Wien. Er ist dort auf dem Helenenfriedhof begraben.

## Politik
Bereits zwischen 1845 und 1848 gehörte er den Niederösterreichischen Landständen an. Während der Revolution von 1848/49 vertrat er eine gemäßigte, kaisertreue und großdeutsche Richtung. Er wurde für den Wahlkreis Niederösterreich/Baden in die Frankfurter Nationalversammlung gewählt. Ab dem 18. Mai 1848 war er Abgeordneter und schloss sich der national-liberalen Casino-Fraktion an. Auch nach der Spaltung der National-Liberalen im September 1848 blieb er dem Casino treu und schloss sich nicht der radikalen, für eine starke Zentralgewalt eintretende neue Landsberg-Fraktion an. Am 19. Jänner 1849 schied er dann aus dem Paulskirchen-Parlament aus.

## Familie
Er selbst war zweimal verheiratet. In erster Ehe am 26. Januar 1837 mit Ida Lenkey de Lenke (* 8. Januar 1813; † 15. Juli 1851), von der er drei Söhne hatte: 
- Heinrich (* 6. Februar 1838) ⚭ 1865 Freiin Marie Rueskefer von Wellenthal (* 31. Januar 1841)[3]
- Joseph (* 25. Oktober 1844; † 9. März 1928), österreichischer Schriftsteller, Diplomat und Forschungsreisender

⚭ 1875 Freiin Antonie von Haan (* 5. Mai 1847; † 1899)
⚭ 1900 Mathilde Stohl (1866–1939)
- Rudolf (* 19. August 1849) ⚭ 1882 Dorothea Ottilie Wilhelmine von Littrow (* 26. Oktober 1858), Tochter von Karl Ludwig von Littrow

Nach dem Tod seiner ersten Frau heiratete er am 7. November 1852 die Freiin Maria Adolfina Pratobevera von Wiesborn (1831–1922). Seine Stiefmutter heiratete 1865 Benedikt Haßlinger von Hassingen (* 27. August 1820; † 3. August 1889).